# Los Arcos
Pour les articles homonymes, voir Arcos.
Los Arcos (Urantzia ou Arkueta en basque) est une localité et une commune de la comarque d'Estella orientale, dans la Communauté forale de Navarre dans le Nord de l'Espagne. La localité est le chef-lieu de la commune.
Le Camino francés du Pèlerinage de Saint-Jacques-de-Compostelle passe par cette ville.

## Géographie
- Madrid : à 416 km
- Pampelune : à 59 km
- Logroño : à 29 km
- Estella : à 21 km
- Lodosa : à 22 km

Le territoire municipal est majoritairement plat, avec quelques ondulations. Le noyau urbain se situe sur la rive gauche de la rivière Odrón, lequel arrose le territoire pour se jeter dans l'Èbre. Les conditions du terrain, plat et arrosé par la rivière, sont favorables à l'agriculture. Le climat est méditerranéen avec de rares pluies en été.

## Démographie
| Évolution démographique                                    | Évolution démographique | Évolution démographique | Évolution démographique | Évolution démographique | Évolution démographique | Évolution démographique | Évolution démographique | Évolution démographique | Évolution démographique | Évolution démographique |
| 1996                                                       | 1998                    | 1999                    | 2000                    | 2001                    | 2002                    | 2003                    | 2004                    | 2005                    | 2006                    | 2007                    |
| ---------------------------------------------------------- | ----------------------- | ----------------------- | ----------------------- | ----------------------- | ----------------------- | ----------------------- | ----------------------- | ----------------------- | ----------------------- | ----------------------- |
| 1 346                                                      | 1 326                   | 1 339                   | 1 315                   | 1 319                   | 1 311                   | 1 308                   | 1 300                   | 1 298                   | 1 272                   | 1 261                   |
| Sources : Los Arcos et instituto de estadística de navarra |                         |                         |                         |                         |                         |                         |                         |                         |                         |                         |

## Jumelage
- France : Maurs

## Sommets environnants
- Valdelaguardia (585 m)
- Lomba (562 m)
- El Carcal (500 m)
- Peñas Blancas (540 m)

## Histoire
Comme beaucoup de villages de cette région, Los Arcos surgit d'un petit hameau 'Santa Olalla" et du château attenant. C'est au XIe siècle, que se forme la ville.
Elle apparait lorsque Sanche IV de Navarre la repeuple après la bataille de Valdegón. Dans cette bataille, dite guerre des trois Sanche, Navarrais et Aragonais d'un côté, Castillans de l'autre, ces derniers sont defaits. Le roi remercie, pose un arc tendu ("Arcos") [Quoi ?] et demande à repeupler la ville.
En 1274 la population subit de nouveau des effets de la guerre, le château étant touché à la suite des attaques des troupes castillanes commandées par Ferdinand de la Cerda.
La Navarre se divise entre les Agramontais (famille nobiliaire des Agramont), partisans de Jean II de Navarre, et Beaumontais (famille nobiliaire des Beaumont), partisans de Carlos, prince de Viana qui compte sur l'appui de la Castille. Los Arcos étaient du côté des Agramont. Le 17 juillet 1463, les délégués du roi Henri IV de Castille requirent honneur et fidélité aux habitants de Los Arcos pour leur vassalité, après avoir perdu la cause Agramontaise pour laquelle ils avaient lutté.
En 1512 la municipalité s'unit à la Castille par décision de Ferdinand II d'Aragon dit le Catholique, comme le reste de la Navarre.
En 1521 la population de la ville résiste héroïquement aux Français, les empêchant de se rallier aux communards et permettant ainsi de renforcer les troupes impériales à Logroño. La ville est saccagée et volée par les Français. Par reconnaissance, l'empereur concède aux habitants un marché franc les mercredis de chaque semaine, à perpétuité.
En 1592, Philippe II d'Espagne supprime les Fueros qu'il avait concédés à la ville en 1571. Jusqu'au XIXe siècle la ville de Los Arcos se consacre, avec bonheur, à la culture des vignes pour la production de vin, en bonnes relations avec la Castille et la Navarre.
Le 19 décembre 1809 le colonel des troupes napoléoniennes Belloc, qui resté dans la ville avec 800 hommes de l'infanterie et de la cavalerie se voit obligé de prendre le large à une demi-lieue de Los Arcos car il est accusé par les guérilleros. Ce seront les voisins de Los Arcos qui apportent aux guérilleros le pain, le vin et l'aguardiente. Les volontaires de la ville ne tarderont pas a s'unir à cette guérilla dans leur lutte contre les Français. Ces faits, et d'autres, arriveront au vice-roi de Navarre prouvant que ces habitants étaient parmi les plus désobéissants et adversaires de Napoléon qui le fait savoir au général en chef d'Aragon. Sur 104 volontaires, 32 meurent dans la guerre d'Indépendance.
Le 11 octobre 1833 eut lieu à l'extérieur de la localité, près de l'ermitage Santa Barbara, le premier affrontement armé de la première guerre Carliste entre le carliste Ladrón de Cegama et le pro-Isabelle, Lorenzo.
Los Arcos existait à l'époque romaine, survécut, et en 1075, Sanche le Sage (Sanche IV de Navarre, 1054-1076) accorda à la ville un statut par lequel francs et navarrais avaient les mêmes droits.
Elle fut dotée en 1175 d'un quartier « franc » par Sanche VI (1054-1076).
Au Moyen Âge elle est désignée comme la ville des Juifs.

## Culture et patrimoine

### Pèlerinage de Compostelle
Le long du Camino francés du Pèlerinage de Saint-Jacques-de-Compostelle, le passage par Los Arcos vient de Villamayor de Monjardin, via le territoire du concejo d'Urbiola.
La prochaine halte est Sansol, puis Torres del Rio avec son église du Saint-Sépulcre et l'église San Andrés.

### Patrimoine religieux
L’église Santa Maria de los Arcos
Reconnaissable à sa haute tour, l’église est d'origine romane, mais appartient par sa décoration intérieure au baroque espagnol. L’effet est saisissant : les stucs, les statues, les peintures ne laissent aucune surface à nu.
Les murs du transept et leur décoration imitent des cuirs de Cordoue.
Sur le maître-autel, du plus pur style baroque, trône une statue en bois polychrome du XIIIe siècle, représentant la Vierge noire de Santa Maria de los Arcos.
L'église possède un retable gothique du XVe siècle et des stalles polychromes, ainsi qu'un orgue majestueux du XVIIIe siècle.
Le cloître du XVe siècle, avec ses fenêtres flamboyantes, montre l’élégance du gothique.

### Patrimoine civil
La porte du XVIIe siècle s'ouvre sur une place à arcades.
De nombreuses façades sont armoriées, notamment en remontant vers le nord, au pied de la colline reboisée.